# Сіренко Михайло Петрович
Сіренко Михайло Петрович (нар. 1 січня 1936 с. Дружня Бородянського району Київської області) — український кінокритик, кінорежисер, поет.

## Біографія
Народився 19 січня 1936 року в селі Дружня Бородянського району Київської області в родині колгоспників.
Закінчив Київський державний інститут театрального мистецтва ім. І. Карпенка-Карого (1957).
Був актором Київської кіностудії художніх фільмів ім. О. П. Довженка , режисером Української студії хронікально-документальних фільмів.
Працював у журналі «Новини кіноекрану» та викладав у Київському державному інституті театрального мистецтва ім. І.Карпенка-Карого.

## Творча діяльність
Автор ряду книжок поезії. Виступав зі статтями з питань кіномистецтва у періодичній пресі.

### Акторські роботи
- «Чарівна ніч» (1958)
- «Солдатка»
- «Киянка»
- «Надзвичайна подія»
- «Голуба стріла»

### Режисерські роботи
Створив кінокартини: «На Трубежі», «Село на нашій Верховині», «Добридень, Угорщино!», близько 50 кіножурналів «Радянська Україна», «Молодь України» тощо.

## Нагороди і звання
- Член Національних спілок письменників і кінематографістів України.
- Лауреат премії Спілки кінематографістів УРСР (1983, за статті про кіно).
- Нагороджений знаком «Отличник кинематографии СССР».
- Заслужений працівник культури України.